# Haleur (1886)
Le Haleur est un remorqueur de la Marine nationale construit à Brest. 

## Description
Le Haleur est de caractéristiques identiques au remorqueur Laborieux mais n'a pas de deuxième mât arrière.
Bâtiment de servitude, affecté durant toute son existence à Brest, il pratique du remorquage, portuaire et côtier, de l'assistance aux navires, des missions de transport de personnalités, de troupes, de matériel, de nourriture pour les îles de Sein et Ouessant ainsi que des travaux hydrographiques.

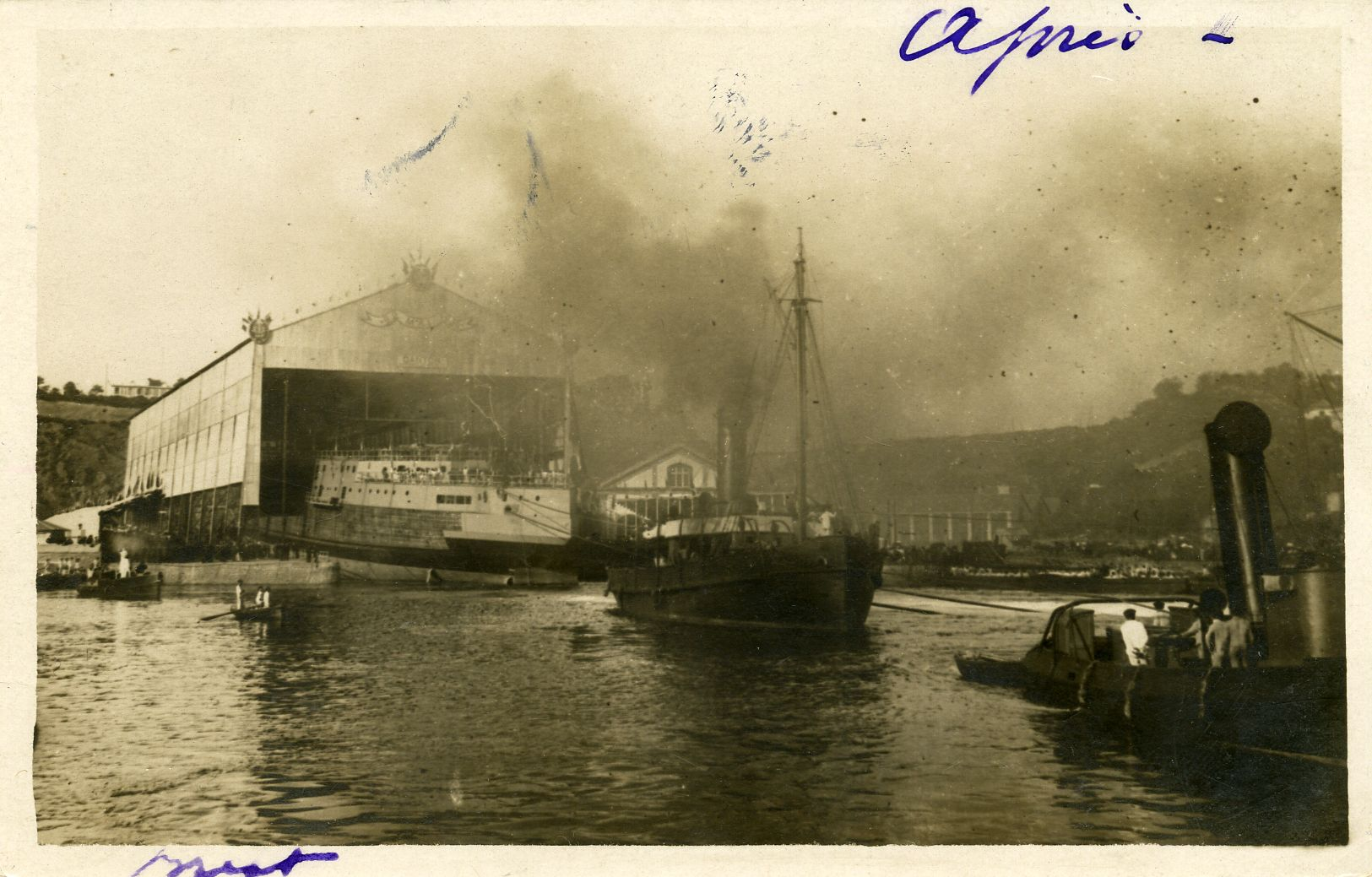
Lancement du cuirassé Danton.
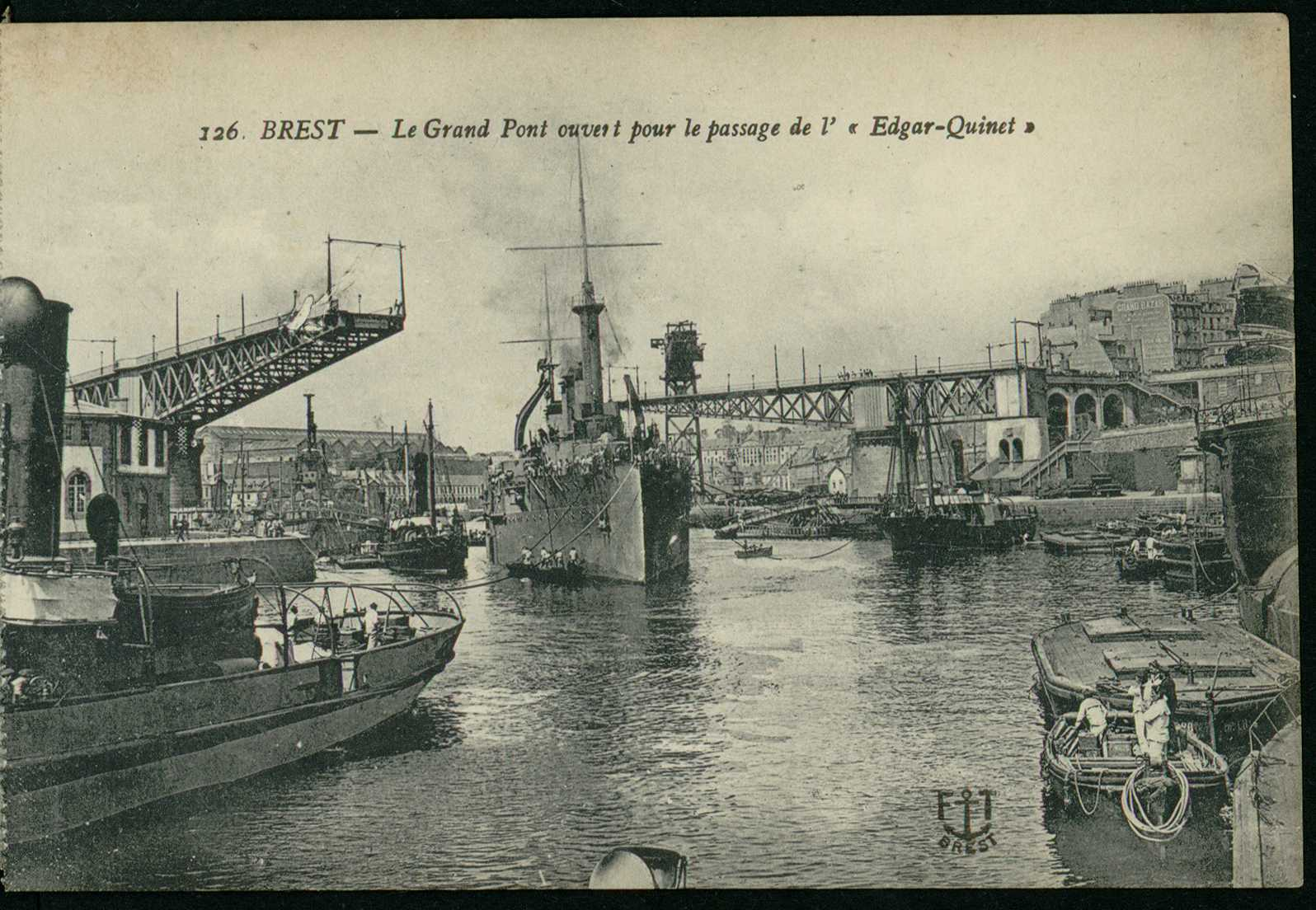
Remorquage de l'Edgard-Quinet.